# درباره عشق (فیلم ۲۰۲۴)
دربارهٔ عشق (انگلیسی: What About Love) یک فیلم درام و عاشقانه محصول سال ۲۰۲۴ به کارگردانی کلاوس منزل بر اساس فیلمنامه منزل و داگلاس دی استوارت است. در این فیلم شارون استون، اندی گارسیا، ایان گلن، خوزه کرونادو و مایا مورگنشترن به ایفای نقش پرداخته‌اند.
این فیلم دربارهٔ زوج جوانی (تانر و کریستین) است که تابستانی را با هم در اروپا می‌گذرانند و فیلمی دربارهٔ نگرش مردم نسبت به عشق می‌سازند. آنها به زودی متوجه می‌شوند که در واقع در حال فیلمبرداری از داستان عشق خود هستند. تراژدی رخ خواهد داد و فیلم آنها در نهایت جان کریستین را نجات خواهد داد.

## انتشار
این فیلم در ابتدا برای ۱۴ فوریه ۲۰۲۰ برنامه‌ریزی شده بود، اما به ۲۵ سپتامبر ۲۰۲۰ و سپس به ۱۲ فوریه ۲۰۲۱ به تعویق افتاد، اما دوباره به دلیل همه‌گیری کووید ۱۹ به تعویق افتاد. این فیلم در ۱۴ فوریه ۲۰۲۴ در ایالات متحده اکران شد.